# Palatalització
La palatalització és un fenomen fonètic, un tipus d'assimilació, que altera la pronunciació de consonants nasals en contacte amb les vocals anteriors [i,e] o la glida palatal [j] (també anomenada iod). Articulatòriament, la palatalització consisteix a afegir a l'articulació primària un desplaçament vers un punt d'articulació secundari cap a la posició postpalatal, però també pot comportar (i ser un tret contrastiu) un arquejament de la llengua contra l'arc del paladar. És a dir que es realitza creant una constricció amb la part anterior de la llengua i la part més avançada del paladar.
Es marca amb un accent diacrític.
Diacrònicament, la palatalització és el fenomen que ha determinat 
l'evolució de paraules catalanes com:
- GENERU > gendre, on [g]+[j] > [dʒ] > [ʒ]
- CICERONE > cigró, on [k]+[j] > [tʃ] > [ts] > [s]
- BALNEUM > bany, on [n]+[j] > [ɲ]
- PALEA > palla, on [l]+[j] > [ʎ]
- PUTEU > puig, on [t]+[j] > [tʃ]

La palatalització és un fenomen ben viu en llengües com l'anglès o el grec modern.
Algunes llengües eslaves tenen sèries de consonants velaritzades (també anomenades dures) que contrasten amb una sèrie de consonants palatalitzades (també anomenades suaus).
Les llengües uralianes solen tenir sèries de consonants palatalitzades que contrasten 
amb les seves parelles corresponents sense palatalitzar.